# Inverness (Mississippi)
Pour les articles homonymes, voir Inverness.
La ville américaine d’Inverness est située dans le comté de Sunflower, dans l’État du Mississippi. Lors du recensement de 2000, sa population s’élevait à 1 153 habitants.

## Source
- (en) Cet article est partiellement ou en totalité issu de l’article de Wikipédia en anglais intitulé « Inverness, Mississippi » (voir la liste des auteurs).